# Plasma acoblat inductivament
Un plasma acoblat inductivament (amb acrònim anglès ICP) o plasma acoblat per transformador (TCP) és un tipus de font de plasma en què l'energia és subministrada per corrents elèctrics que es produeixen per inducció electromagnètica, és a dir, per camps magnètics variables en el temps.
Hi ha tres tipus de geometries ICP: planar (Fig. 2 (a)), cilíndrica (Fig. 2 (b)) i mig toroidal (Fig. 2 (c)).

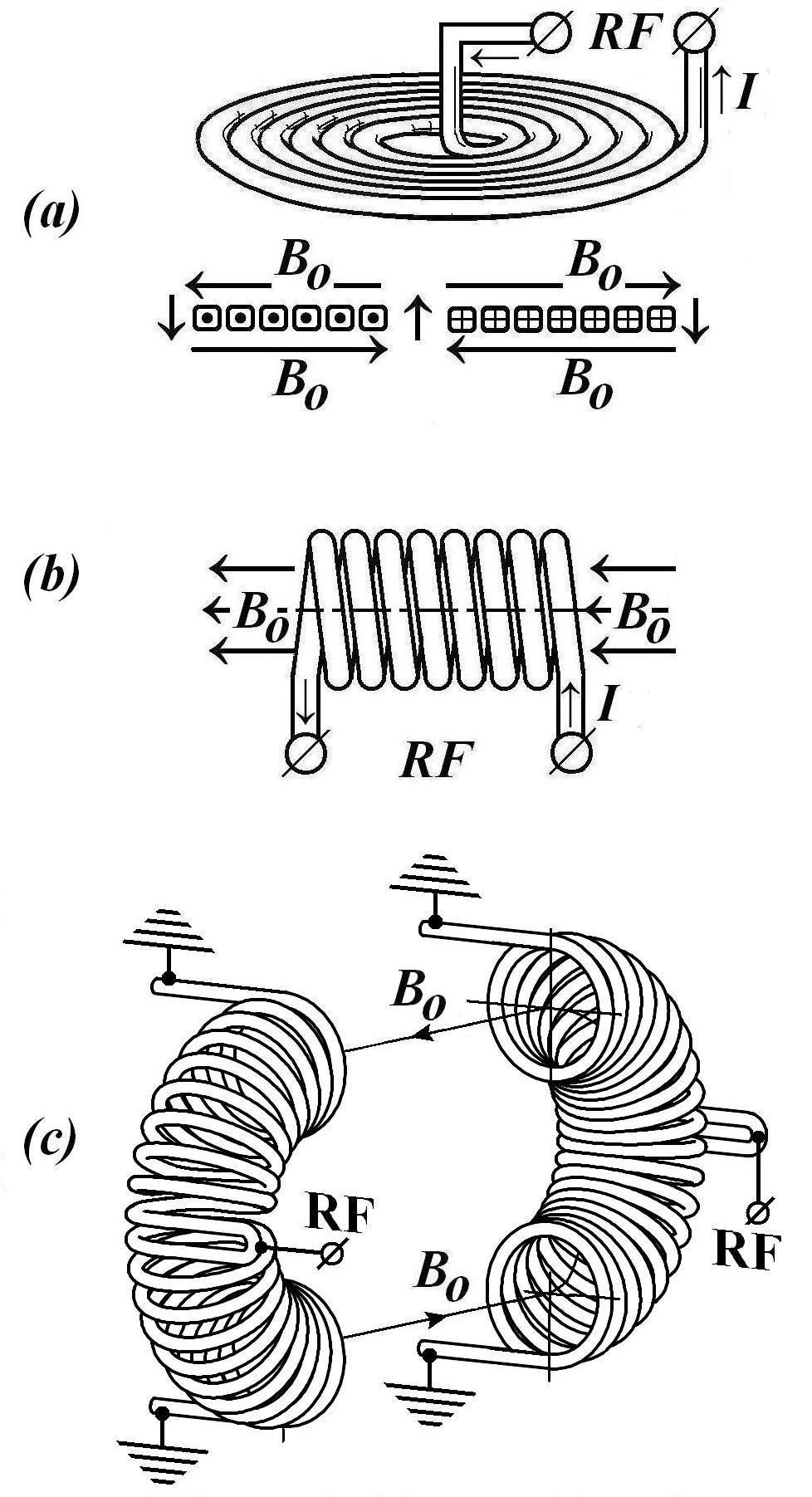
Fig. 2. Inductors de plasma convencionals

En geometria plana, l'elèctrode és una longitud de metall pla enrotllat com una espiral (o bobina). En geometria cilíndrica, és com una molla helicoïdal. En geometria mig toroidal, és un solenoide toroidal tallat al llarg del seu diàmetre principal en dues meitats iguals.
Les temperatures dels electrons del plasma poden oscil·lar entre ~6.000 K i ~10.000 K (~6 eV - ~100 eV), i solen ser diversos ordres de magnitud superiors a la temperatura de l'espècie neutra. Les temperatures de descàrrega del plasma d'Argó ICP solen ser d'entre 5.500 i 6.500 K i, per tant, són comparables a les que s'assoleixen a la superfície (fotosfera) del sol (de 4.500 a 6.000 K). Les descàrregues ICP són de densitat electrònica relativament alta, de l'ordre de 10 15 cm−3. Com a resultat, les descàrregues ICP tenen aplicacions àmplies on es necessita un plasma d'alta densitat (HDP):
- ICP-AES, un tipus d'espectroscòpia d'emissió atòmica.
- ICP-MS, un tipus d'espectrometria de masses.
- ICP-RIE, un tipus de gravat d'ions reactius.